# Helen Gibson
Helen Gibson, nata Rose August Wenger (Cleveland, 27 agosto 1892 – Roseburg, 10 ottobre 1977), è stata un'attrice statunitense.

## Biografia
Era anche una produttrice cinematografica, interprete di vaudeville, interprete radiofonica e atleta di rodeo, tanto da essere considerata la prima stuntwoman professionista del cinema americano.
Dal 1913 al 1920 è stata sposata con l'attore Hoot Gibson.

## Filmografia parziale

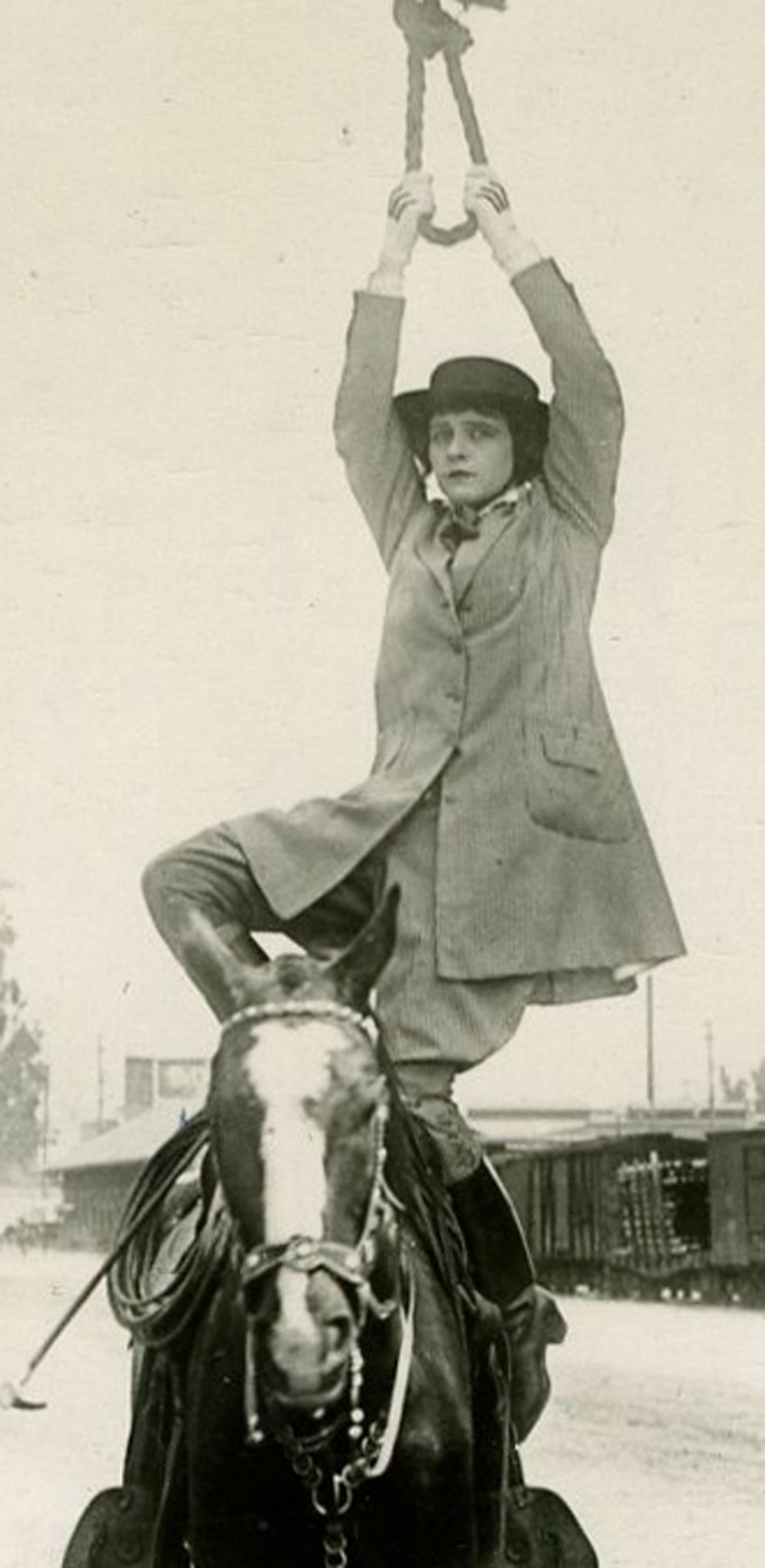
The Hazards of Helen (1916)

- The Hazards of Helen, registi vari (1914)
- The Wrong Man, regia di Fred Kelsey (1917)
- La legge della pistola (Gun Law), regia di John Ford (1919)
- Fighting Mad, regia di Edward J. Le Saint (1917)
- Pantere rosse (Custer's Last Stand), regia di Elmer Clifton (1936)
- I misteri di Hollywood (Hollywood Story), regia di William Castle (1951)